# Camilári
Camilári (em grego: Καμηλάρι; romaniz.: Kamilári) é uma aldeia e comuna da ilha de Creta, Grécia, unidade municipal de Tympáki, município de Festo da unidade regional de Heraclião. A pouco mais de um quilómetro a norte da aldeia (coordenadas: 35° 2' 43" N 24° 47' 13" E) existe um sítio arqueológico de um cemitério minoico.
Em 2011, a comuna tinha 550 habitantes e a aldeia 379. A aldeia ocupa os cumes de três colinas (Evgora, Gulas e Alevrota) na planície de Messara. Situa-se 8 km a nordeste de Mátala, 3 km a leste de Calamaqui, 6 km a sul de Tympáki e 60 km a sudoeste de Heraclião (distâncias por estrada). O topónimo é de origem bizantino e deriva da palavra kamilaris, que significa "aquele que monta um camelo".

## Aldeia
Camilári é uma aldeia tradicional com vistas para os extensos olivais da planície de Messara e para a costa do mar da Líbia, da qual dista menos de 3 km e onde se encontra a estância turística de Calamaqui. A região, vizinha dos importantes assentamentos minoicos de Festo e Hagia Triada, é habitada desde os tempos minoicos. Alegadamente, o sábio e profeta semi-lendário Epiménides teria vivido na pequena aldeia vizinha de Metohi.
Na aldeia são organizadas festas populares durante o Carnaval, dia da Ressureição na Páscoa, quando um dos costumes tradicionais é a queima de Judas. Há também duas grandes feiras anuais, em 27 de julho e 6 de agosto.

## Sítio arqueológico
A principal construção do sítio arqueológico de Camilári é um túmulo tolo situado a 60 metros de altitude, numa colina de pouca inclinação, a menos de 2 km a sudoeste do assentamento minoico de Hagia Triada. A leste do túmulo existiam quatro salas, provavelmente adicionados durante o Minoano Médio IIIA (século XVII a.C.), e uma área de oferendas a norte dessas salas. Ali foram encontrados 500 vasos de cabeça para baixo. No tolo foram encontrados outros 250 vasos.
Em sepulturas do Minoano Recente IIIA (século XIV a.C.) foram descobertas três esculturas de barro, uma com um grupo de dançarinos, outra de duas pessoas em pé em frente de quatro pessoas sentadas e a terceira de um banquete, com os cornos minoicos "de consagração" e pombos. Estas peças estão expostas no Museu Arqueológico de Heraclião.